# Acutogordius incertus
Acutogordius incertus är en djurart som tillhör fylumet tagelmaskar, och som först beskrevs av Villot 1874. Acutogordius incertus ingår i släktet Acutogordius, och familjen Gordiidae. Inga underarter finns listade i Catalogue of Life.